# Česko-slovenské jazyky
Jako česko-slovenské jazyky lze označit podskupinu západoslovanských jazyků, kterými se mluví především na územích současného Česka a Slovenska a jejich historických územích, například Československa. Skupina jazyků je na souvislém prostoru mezi sebou značně příbuzná. Pro nejsilnější zastoupení češtiny a slovenštiny je pojmenována po nich. 
První republika uzákonila v roce 1920 československý jazyk jako státní, oficiální jazyk republiky. V českých zemích českoslovenštinu představovala čeština, na Slovensku slovenština s tím, že šlo o dvě formy jednoho jazyka a podání v češtině mohla být vyřízena ve slovenštině a naopak.

## Rozdělení
Do této skupiny jazyků patří:
- čeština
- slovenština